# Bogumił Gozdur
Bogumił Gozdur (ur. 1 września 1935 w Kielcach, zm. 3 maja 2017) – polski piłkarz i trener I klasy.

## Kariera piłkarska
Swoją karierę piłkarską rozpoczynał w AKS-ie Alejki – klubie piłkarskim z Kielc, w dzielnicy Szydłówek. W latach 1951–1954 był zawodnikiem Gwardii Kielce, najpierw jako junior, potem zaś w rezerwach. Podczas studiów w Akademii Wychowania Fizycznego w Warszawie był graczem uczelnianego AZS AWF Warszawa, który występował wówczas w III lidze. Przez rok reprezentował także barwy Warszawianki Warszawa.

## Kariera trenerska
W 1959 roku przeniósł się z Warszawy do Gdańska, gdzie podjął się szkolenia Gryfa Gościcino. W tym czasie pracował także w Liceum Pedagogicznym jako nauczyciel wychowania fizycznego oraz społecznie trenował reprezentację juniorów Okręgowego Związku Piłki Nożnej, z którą zdobył w 1960 roku Puchar Michałowicza pokonując reprezentację ze Śląska.
W latach 1964–1967 był szkoleniowcem Bałtyku Gdynia, by następnie podjąć się prowadzenia Lechii Gdańsk. Pracował także jako wykładowca na Akademii Wychowania Fizycznego w Gdańsku. W latach 1972–1973 ponownie trener Bałtyku.
W 1973 roku przeniósł się z powrotem do Kielc, gdzie wiosną sezonu 1973/1974 zastąpił Zbigniewa Pawlaka na stanowisku trenera Korony Kielce. W 1975 wywalczył z kieleckim klubem awans do II ligi. W późniejszym okresie podjął się prowadzenia Błękitnych Kielce, z którymi w 1978 roku uzyskał promocję do II ligi.
W 1987 roku rozpoczął pracę na stanowisku trenera koordynatora Okręgowego Związku Piłki Nożnej oraz wiceprezesa i szefa wyszkolenia. W trakcie swojej pracy szkolił młodzież, która notowała duże sukcesy w rozgrywkach o puchar Kazimierza Deyny, Wacława Kuchara i Jerzego Michałowicza.
Pełnił także funkcję wiceprezesa Świętokrzyskiego Związku Piłki Nożnej, którą objął w 2000 roku.
W trakcie swojej kariery otrzymał kilka odznaczeń: Srebrny Krzyż Zasługi, złotą i srebrną odznakę PZPN, złote odznaki Kieleckiego i Gdańskiego Okręgowego Związku Piłki Nożnej, złotą odznakę Zasłużony Działacz Kultury Fizycznej oraz odznakę „Za Zasługi dla Kielecczyzny”.
Zmarł 3 maja 2017 roku.